# KQ Entertainment
KQ Entertainment (кор. KQ엔터테인먼트) — южнокорейское развлекательное агентство, основанное в 2016 году Ким Кюуком. Ранее она была известна под названием Seven Seasons.
KQ Entertainment — компания, базирующаяся в Южной Корее, является домом для K-pop групп Ateez и Xikers. Она управляет двумя лейблами: Seven Seasons, к которому ранее принадлежала группа Block B, и KQ Produce, специализирующимся на артистах, композиторах и продюсерах.

## История
После ухода группы Block B из агентства Stardom Entertainment в 2013 году, Ким Кюук основал лейбл Seven Seasons специально для этой группы. Название отражает количество участников, которых в группе семь.
В июне 2016 года лейбл Seven Seasons изменил название на KQ Entertainment, чтобы расширить свою деятельность, развивать и поддерживать большее разнообразие артистов, а также улучшить управление за счет структурных изменений. С тех пор Seven Seasons функционирует как одна из двух дочерних компаний вместе с лейблом KQ Produce.
K-pop группа Ateez дебютировала в октябре 2018 года под лейблом KQ Entertainment.
В сентябре 2021 года лейбл Seven Seasons, с которым был связан P.O, объявил, что он не будет продлевать контракт по истечении месяца.
Лейбл сосредоточился на международных рынках как способе привлечь внимание к своей группе Ateez.
В январе 2023 года участники группы Block B — Джэхё, B-Bomb и У-Квон — покинули KQ Entertainment по истечении своих контрактов.
30 марта 2023 года KQ Entertainment представила новую мужскую группу Xikers.
Для фанатов было создано приложение, предоставляющее информацию и контент о бойз-бэндах Ateez и Xikers.
С 10 апреля по 10 июня 2024 года KQ Entertainment провела выставку KQ ENT. (ATEEZ & xikers): Pop-Up в музее Грэмми в партнерстве с музеем.
20 января 2025 года KQ объявила о подписании эксклюзивного контракта с Сохьян.

## Сотрудничество
- Sony Music
- CJ E&M
- RCA Records

- My Music Taste

## Артисты

### KQ Ent.
- Ateez
- Xikers[англ.]
- Сохьян[англ.]

### KQ Produce
- Eden[англ.]
- Maddox[кор.]

### Seven Seasons
- Block B
  - Bastarz
  - T2U[англ.]
- Тхэиль[англ.]
- Пак Кён[англ.]

## Бывшие артисты
- Зико
- Люси
- HBL
- Хо Ёнсэн[англ.]
- Babylon[англ.]

- Score
- P.O[англ.]
- B-Bomb[англ.]
- Джэхё
- U-Kwon[англ.]